# 甘榜勞勿清真寺
6°01′39″N 102°14′26″E / 6.0273733°N 102.2406248°E
甘榜勞勿清真寺（馬來語：、阿拉伯语：‎）是一座位於馬來西亞吉蘭丹首府哥打巴魯南部的清真寺，位於尼南普里、聯邦8號公路旁。
18世紀由原來前往北大年、卻遇到海難的傳教士興建，被認為是馬來西亞最古老的清真寺之一。原來是由四枝柱支撐碩莪樹葉造成的三層屋頂，後來擴建至20枝柱，樹葉屋頂也改成瓦片。1966-67年受洪水破壞後，自甘榜勞勿遷至現今的位置。1988年重修後面積增至5,254平方英尺。